# Heterischnus pictipes
Heterischnus pictipes là một loài tò vò trong họ Ichneumonidae.